# 恐懼的總和
《恐懼的總和》（英語：The Sum of All Fears）又譯《驚天核網》，為美國暢銷軍事小說作家湯姆·克蘭西於1991年出版的傑克·雷恩系列第五作，時間背景接續在迫切的危機之後，以當時位居美國中央情報局情報副局長的傑克·雷恩為主角。本作於2002年被改編為電影，為傑克·雷恩系列電影的第四作。

## 簡介
本書以此引言開始：
|                 | 或許你可將最勇敢的水手，無畏的飛行員，或大膽的士兵齊聚一堂——但你得到些什麼呢？他們心中恐懼的總和。 |
| ——溫斯頓·邱吉爾 |                                                                                          |

## 出版資料

### 台灣版
恐懼的總和
譯者：陳捷東
頁數：1300頁
出版社：星光出版社
出版日期：1992年12月
ISBN 957-677-081-5

### 中国大陆版
惊天核网
译者：李彦 李阳 陈贻彦
出版社：上海译文出版社
出版日期：2005年7月
ISBN 7-5327-3723-3

## 改编电影
本作於2002年改編為電影，距離前一電影作品，1994年的《迫切的危機》已有八年，由班·艾佛列克飾演傑克·雷恩，摩根·弗里曼飾演中情局局長威廉·凱伯特，2002年當時班·艾佛列克僅有30歲，與原作約40歲的雷恩並不相符，因此電影中的雷恩改為中情局的年輕菜鳥，而電影中對於雷恩與局長凱伯特亦師亦友的關係，在原作中反而較接近中情局新進研究員古德烈博士與副局長雷恩之間的關係。
劇中並因應當時的政經情勢，並未以原作中的巴勒斯坦解放組織為陰謀份子，而改由新納粹恐怖份子暗中策劃陰謀，並省略了原作中由雷恩主導的「梵蒂岡和約」，不僅雷恩，連帶蘇聯奈莫諾夫及中情局情報員約翰·克拉克在劇中都年輕化。

## 外部連結
- IMDB （页面存档备份，存于）